# Marcha oficial del Club Atlético Rosario Central
La Marcha Oficial del Club Atlético Rosario Central es el himno que representa a esta entidad deportiva rosarina, instituido en 1945. Su autor fue el músico y compositor Laerte Carroli.

## Antecedentes
Previo a la designación de la misma como himno oficial del club, varias marchas se habían sucedido identificando al cuadro de Barrio Arroyito, sin llegar a tener el reconocimiento oficial.
La más conocida de ellas se intituló Himno al Club Atlético Rosario Central, cuya letra fue escrita por Pedro Porta en el año 1919, y que utilizaba como base sonora la música de la tradicional canción irlandesa It's a Long Way to Tipperary.

## La creación de Carroli
El 19 de abril de 1945 Laerte Carroli, músico rosarino, compuso letra y música del himno centralista, al que originalmente tituló A Rosario Central. Una vez aprobada por la comisión directiva, el presidente de la institución auriazul Roberto Monserrat dio el visto bueno para la grabación y difusión de la nueva marcha el 8 de mayo de ese mismo año.
Siete días más tarde, se llevó a cabo la grabación en los Estudios Odeón de Buenos Aires, con una orquesta de catorce músicos y un cantor, dirigidos por el maestro  Héctor Lagna Fietta (Buenos Aires, 27 de junio de 1913-São Paulo, 25 de abril de 1994). Los gastos de la misma corrieron por parte del club.

### Sobre el autor

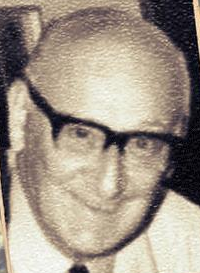
Laerte Carroli

Laerte Hércules Carroli fue músico y compositor rosarino; su afecto por el club se tradujo en la creación de un himno, logrando convencer a la dirigencia de la institución auriazul de que sea adoptado oficialmente. Era animador con su orquesta en salones, teatros y radios de la ciudad, famoso por tocar un violín corneta, único en Rosario por ese entonces.
Algunas de sus obras son Carmelita, Mi puntana, Se fue, Adelina (en colaboración con Silvio Guaragna), Cacharia Cachariola (en colaboración con Ángel Malvestitti), Julio de Caro, tu violín (en colaboración con Armando Targini y José Traviglia).
Su familia prosiguió su camino musical, ya que el cantautor popular Enrique Llopis es su sobrino.

## Versiones de la Marcha
- Juan Carlos Baglietto realizó una versión más moderna, utilizando instrumentos musicales que no estaban en su versión original (por ejemplo la batería y la guitarra eléctrica). Esta versión fue incluida en el trabajo de 2000 denominado Música para canallas.[5]
- La Descontrolada (una banda rosarina dedicada exclusivamente a Rosario Central) hizo su propio cover y adaptó la canción al rock; incluida en su disco de 2009 Acá llegó la banda.
- Existe una marcha instrumental adaptada al género bossa nova por Marcelo Stenta y Quique Pesoa. Además Stenta creó una versión de milonga.[6]
- En el 2009 la Buenos Aires Tartan Army, formación musical que difunde la cultura escocesa, realizó una versión instrumental con gaitas y tambores, en honor al primer presidente del club, el escocés Colin Calder.[7]
- La banda rosarina Trident realizó una versión de heavy metal.[8]
- Existe una interpretación punk del músico rosarino Pablo García.[9]
- Vilma Palma e Vampiros grabó una versión pop.
- Antonio Agri tocó la Marcha con su violín en una presentación en vivo en una cena de la filial canalla en Córdoba.
- Enrique Llopis grabó también su versión; cabe destacar que es sobrino de Laerte Carroli; lo acompañó con piano Jorge Cánepa.[4]

## Celebración por el 70.º aniversario
El 19 de julio de 2015, en la previa del encuentro válido por la fecha 17 del Campeonato de Argentina ante Vélez Sarsfield, se celebró el 70.º aniversario de la creación de la marcha en el Gigante de Arroyito. Fue homenajeado al autor Laerte Carroli a través de sus descendientes, y se interpretó el himno auriazul por una orquesta compuesta por 35 músicos, cuya dirección estuvo a cargo de Simón Lagier.